# 미셀 퀴시
미셀 퀴시(Michel Qissi, 1962년 9월 12일 ~ )는 모로코의 배우, 각본가, 영화배우, 감독, 영화 감독, 스턴트 배우이다.
우지다에서 태어났다.

## 영화
- 8 어쌔신 (2014년)
- 온리 더 스트롱 2 (2000년)
- 터미네이터 우먼 (1993년)
- 베스트 오브 데스 (1992년)
- 피의 승부사 (1991년)
- 어벤저 2 (1991년)
- 라이언하트 (1990년)
- 어벤저 (1989년)